# Ямайка на зимових Олімпійських іграх 2010
Ямайка на зимових Олімпійських іграх 2010 була представлена одним спортсменом (Еррол Керр), який виступає у фристайлі.

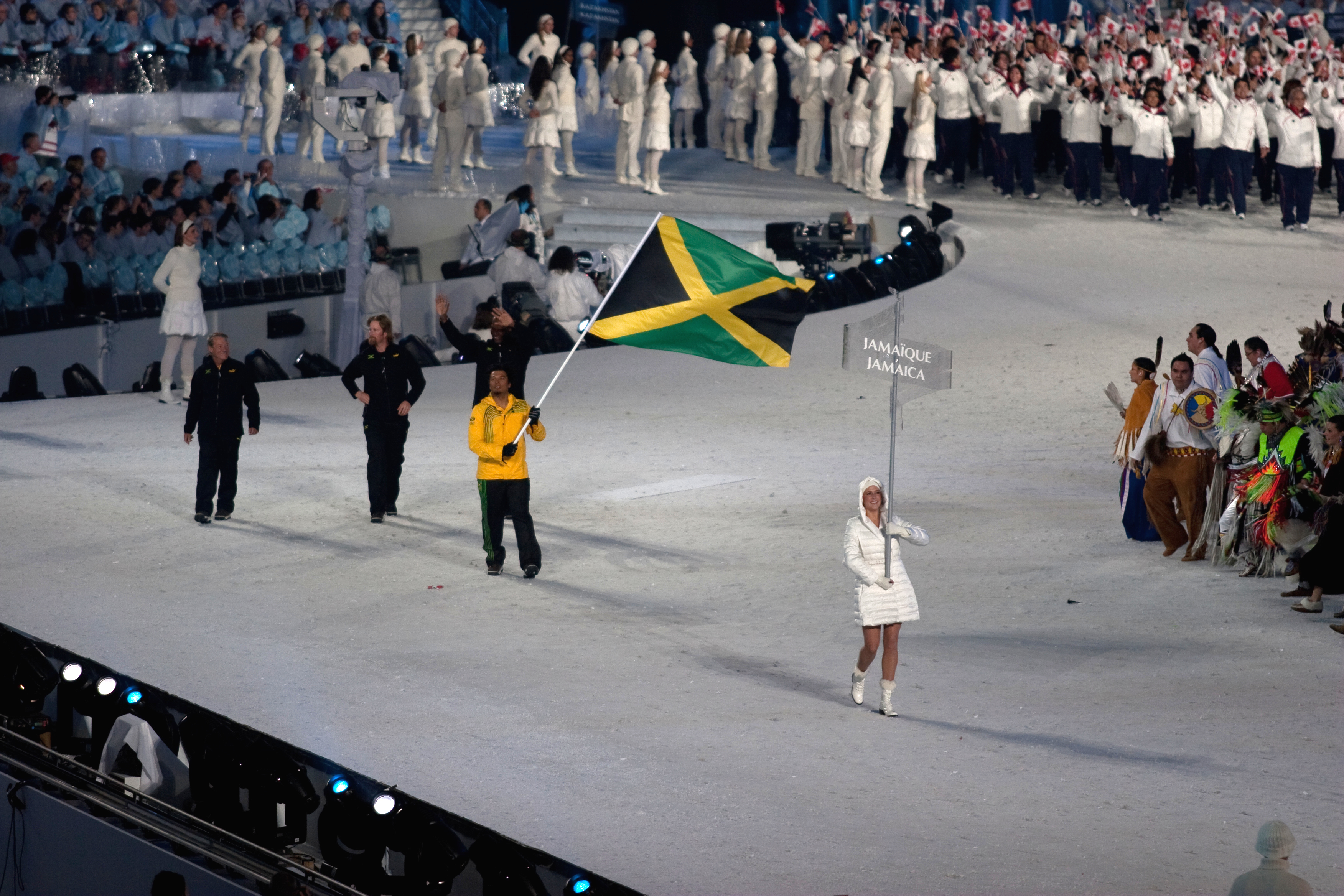
Збірна Ямайки під час Параду націй на церемонії відкриття Олімпіади